# Liga de Fútbol de Tayikistán 2017
La Liga de Fútbol de Tayikistán 2017 es la 26ta temporada de la Liga de Tayikistán, la máxima división de fútbol, organizado por la Federación de Fútbol de Tayikistán.
Participan 8 equipos, 7 de la temporada anterior y 1 proveniente del torneo de segundo nivel controlado por la FNFT. El FC Istiklol es el campeón defensor.

## Equipos
El 8 de febrero de 2017, la Federación de Fútbol de Tayikistán que la temporada sería comprimida a 8 equipos; con los descensos del Khayr Vahdat, Ravshan Kulob, además del descendido Parvoz; mientras que el FC Panjshir ganó la promoción (no disputaba la máxima división desde el 2013).

CSKA
Barki Tajik
Istiklol

### Datos generales
Equipos ordenados alfabéticamente. En cursiva los ascendidos a la categoría.
| Equipo              | Ciudad       | Sede                           | Capacidad |
| ------------------- | ------------ | ------------------------------ | --------- |
| Barki Tajik         | Dusambé      | Pamir                          | 24,000    |
| CSKA Dushanbe       | Dusambé      | CSKA Stadium                   | 7,000     |
| FC Istiklol         | Dusambé      | Pamir                          | 24,000    |
| Khosilot Farkhor    | Farkhar      | Estadio Central                |           |
| Khujand             | Khujand      | 20 Años de la Independencia    | 20,000    |
| Panjshir            | Kolkhozobod  | Panjshir Uktam Mamatova        | 4,500     |
| Regar-TadAZ         | Tursunzoda   | Stadium Metallurg 1st District | 20,000    |
| Vakhsh Qurghonteppa | Qurghonteppa | Tsentralnyi (Qurghonteppa)     | 10,000    |

## Tabla de posiciones
| Pos | Equipo              | PJ | PG | PE | PP | GF | GC | Dif | Pts |
| --- | ------------------- | -- | -- | -- | -- | -- | -- | --- | --- |
| 01. | FC Istiklol         | 9  | 7  | 2  | 0  | 26 | 4  | +22 | 23  |
| 02. | CSKA Dushanbe       | 11 | 5  | 5  | 1  | 9  | 3  | +6  | 20  |
| 03. | Khujand             | 11 | 5  | 2  | 4  | 17 | 11 | +6  | 17  |
| 04. | Regar-TadAZ         | 11 | 3  | 4  | 4  | 7  | 11 | -4  | 13  |
| 05. | Khosilot Farkhor    | 11 | 3  | 3  | 5  | 10 | 19 | -9  | 12  |
| 06. | Vakhsh Qurghonteppa | 10 | 2  | 4  | 4  | 4  | 7  | -3  | 10  |
| 07. | Barkchi             | 11 | 2  | 4  | 5  | 6  | 14 | -8  | 10  |
| 08. | FC Panjshir         | 10 | 2  | 2  | 6  | 7  | 17 | -10 | 8   |

Pts = Puntos; PJ = Partidos jugados; G = Partidos ganados; E = Partidos empatados; P = Partidos perdidos; GF = Goles anotados; GC = Goles recibidos; Dif = Diferencia de goles

(C) = Campeón.

Fuente:
|  | Copa AFC 2018 (Fase de grupo)               |
|  | Copa AFC 2018 (Ronda preliminar)            |
|  | Descenso a la División 2 de Tayikistán 2018 |

## Estadísticas de temporada

### Generales
- Primer gol marcado en la temporada: Hussein Umarov para el Panjshir contra el Regar-TadAZ (5 de marzo de 2017)[4]

### Goleadores
Actualizado al 9 de mayo de 2017
| Posición | Jugador              | Club             | Goles |
| -------- | -------------------- | ---------------- | ----- |
| 1        | Manuchekhr Dzhalilov | Istiklol         | 10    |
| 2        | Dilshod Bozorov      | Khujand          | 4     |
| 3        | Dmitry Barkov        | Istiklol         | 3     |
| 3        | Agbley Jones         | Khosilot Farkhor | 3     |
| 3        | Farkhod Tokhirov     | Khujand          | 3     |
| 3        | Mehdi Jalizi         | CSKA Dushanbe    | 3     |
| 3        | Manouchehr Ahmadov   | Khujand          | 3     |